# Микулчице
Микулчице (на чешки: Mikulčice) е село в Чехия, разположено в окръг Ходонин, Южноморавски край.

## История
През 80-те години на XX век в Микулчице се събират българи, за да отбележат заедно празника на 24 май – Денят на светите братя Кирил и Методий, на българската азбука, просвета и култура и на славянската книжовност. През 1982 г. Българският културно-просветен клуб в Бърно поставя в Микулчице паметна плоча и така дава начало на поклоненията пред паметта на българските просветители. През 2009 г. по инициатива на Българската културно-просветна организация в Чехия, с финансова подкрепа от правителството на България и дарителска кампания от българските граждани в Микулчице е издигнат паметник на светите братя Кирил и Методий. Монументът е висок 3,65 м. и е дело на българския скулптор Емил Венков, живял и творил в Словакия.

## Население
Оценки на населението през годините според Чешката статистическа служба:
| Дата             | Население |
| 1 януари 2011 г. | 1941      |
| 1 януари 2016 г. | 1959      |

## Галерия
- Дом на културата.
- Скулптура на Кирил и Методий през нощта.
- Параклис „Свети Рох“.
- Католическа църква „Успение Богородично“.
- Дървен кръст в близост до църквата.
- Паметник на загинатиле през Първата световна война.